# Dreamer (Axwell Ʌ Ingrosso)
Dreamer è un singolo del duo musicale svedese Axwell Ʌ Ingrosso, pubblicato l'8 dicembre 2017.

## Video musicale
Il video musicale, diretto da Henrik Hanson, è stato reso disponibile il 19 gennaio 2018.

## Tracce
Testi e musiche di Axel Hedfors, Sebastian Ingrosso, Elof Loelv, Salem Al Fakir e Vincent Pontare.
Download digitale
1. Dreamer – 4:11

Download digitale – Remixes EP
1. Dreamer (Matisse & Sadko Remix) – 4:10
2. Dreamer (Klahr Remix) – 3:32
3. Dreamer (Alpha 9 Remix) – 3:25
4. Dreamer (Jack Wins Remix) – 3:29

Download digitale – Sylvain Armand Remix
1. I Love You (Sylvain Armand Remix) – 3:11

## Formazione
Musicisti
- Trevor Guthrie – voce
- Axel Hedfors – tastiera, programmazione
- Sebastian Ingrosso – tastiera, programmazione
- Jens Siverstedt – chitarra

Produzione
- Axel Hedfors – produzione, mastering, missaggio, registrazione
- Sebastian Ingrosso – produzione, mastering, missaggio, registrazione
- Tom Hall – mastering

## Classifiche

### Classifiche settimanali
| Classifica (2018) | Posizione massima |
| ----------------- | ----------------- |
| Austria           | 20                |
| Belgio (Fiandre)  | 52                |
| Belgio (Vallonia) | 18                |
| Francia           | 159               |
| Germania          | 34                |
| Norvegia          | 20                |
| Paesi Bassi       | 38                |
| Repubblica Ceca   | 97                |
| Russia            | 117               |
| Slovacchia        | 98                |
| Svezia            | 17                |
| Svizzera          | 44                |

### Classifiche di fine anno
| Classifica (2018) | Posizione |
| ----------------- | --------- |
| Belgio (Vallonia) | 100       |
| Svezia            | 86        |